# دارشکنک سینه‌نواری
دارشکنک سینه‌نواری (نام علمی: Picumnus aurifrons) نام یک گونه از سرده دارشکنک‌ها است.